# Vlčí kult
Vlčí kult je nepočetná náboženská organizace ryze české provenience, vycházející ze starých legend o vlkodlacích a z inspirace novodobého oživení neošamanismu a novopohanství. Vznikla v roce 2005 jako přímý pokračovatel jiné údajné společnosti Fraternitas Ulfar (Bratrstvo Vlka), které mělo existovat v letech 1998-2005. U zrodu nového společenství stáli tři zakladatelé, jeden z nich byl údajně i zakladatel původního Fraternitas Ulfar vystupující pod pseudonymem Adrian Stargard. Původní bratrstvo mělo být rozpuštěno z důvodu přechodu jeho členů do jiného, již zaniklého spolku Heathen Hearts From Boiohaemum. Nynější bratrstvo má být tvořeno jediným klanem zvaného Karpathian Wulfos. Kult nikdy neměl mnoho členů.

## Kult
Svou inspiraci nalezl v archaických přírodních náboženstvích šamanismu, zvířecího totemismu a germánskou mytologií, předkřesťanským polyteistickým náboženstvím severní Evropy. Základem je víra v mýtus zaostřený na zbožštění totemického zvířete, v tomto případě vlka, který je členy kultu považován za archetyp a symbol divoké a nespoutané přírodní síly. Vzorem společenstva mají být vlčí smečky, členové se považují za ochránce matky země. Obecně se kult zaměřuje na historii a předkřesťanská náboženství, zejména víru starých Germánů či Seveřanů, to se mimo jiné má vyznačovat i zvýšeným zájmem o starobylé památky, jako je starobylý germánský jazyk (gótština) a písmo tzv. runy a jejich upotřebení v přírodní magii. Společenstvo se údajně řídí vlastní etikou, která má spočívat v dodržování tzv. devatera ctností, jako jsou čest, odvaha, pravda, věrnost, sebeovládání, pohostinnost, úsilí, nezávislost a vytrvalost.

## Aktivity
Smyslem společenstva má být sdružování a organizace neveřejných svátků a rituálů. Podle vlastních slov se členové kultu scházejí ve své sebou vysvěcené „Vlčí svatyni“ v Gabretě (tj. keltské označení pro Šumavu), avšak současné ani dřívější aktivity spolku nejsou ničím prokázány. Doloženy nejsou ani webovými stránkami, které zjevně postrádají aktualizaci. Není ani známo, že by skupina provozovala náboženskou činnost. Spíše se jedná o úzkou skupinu přátel se společnými zájmy a aktivitami, než o opravdovou náboženskou společnost.[zdroj?]